# City Center Square
 City Center Square è un grattacielo nel centro di Kansas City, in Missouri, costruito da Skidmore, Owings & Merrill nella primavera del 1977. Occupa l'intero isolato della 11th Street e della 12th Street, e si estende da Main Street a Baltimore Street. L'edificio è alto 30 piani, costruito con una struttura in cemento evidente dall'aspetto del grattacielo. È la decima struttura abitabile più alta nell'area metropolitana di Kansas City e la quindicesima struttura abitabile più alta del Missouri, con un'altezza pari a 123 metri.
City Center Square è stato rinominato The Lightwell Building nel 2019.